# Michuim
O mixuim ou meshwi (em árabe: مشوي; romaniz.: mašwī, «assado») é prato típico de origem norte-africana.

## No Brasil
O “Michuim” é um prato árabe e foi introduzido na gastronomia através dos franceses que se estabeleceram no município de Fraiburgo.
Michuim quer dizer assado, grelhado. O michuim deve ter como único acompanhamento o pão, umedecido com temperos e recheado com fatias de carne, ficando parecido com um sanduíche.
É um prato típico de Fraiburgo, Santa Catarina, instituído pela lei 1788 de 01 de junho de 2004.
Entende-se por “Michuim” adaptado à cultura, costumes e culinária do Município de Fraiburgo, a carne de cordeiro, temperada e recheada com manteiga, vinho branco, conhaque de uva, sal refinado e não refinado (sal grosso), alecrim (rosmarinus officinalis), cominho (cuminum cyminum) , coentro (coriandrum sativum), sálvia (salvia officinalis), alho (allium sativum), manjerona (origanum majorana), salsa (petroselinum crispum), noz-moscada (myristica bicuhyba schoot), louro (laurus nobilis), levada assada inteira ao calor produzido por brasas de madeira carbonizada ou in natura, em espeto único ou rolete.